# Kovács Tibor (labdarúgó, 1939)
Kovács Tibor (Mátészalka, 1939. február 2. – 2023. június 27.) magyar labdarúgó, hátvéd. A sportsajtóban Kovács I. néven szerepelt.

## Pályafutása
Mátészalkán született, Vásárosnaményben járt gimnáziumba. Itt kezdett futballozni. Ezután a Borsodi Bányászban szerepelt. 1965–1975 között a Tatabányai Bányász labdarúgója volt. Az élvonalban 1965. március 14-én mutatkozott be a Ferencváros ellen, ahol 1–1-es döntetlen született. Összesen 277 élvonalbeli bajnoki mérkőzésen szerepelt és hat gólt szerzett.

## Sikerei, díjai
- Magyar bajnokság
  - 3.: 1966
- Magyar kupa (MNK)
  - döntős: 1972
- Közép-európai kupa (KK)
  - győztes: 1973, 1974